# Andre Dubus
Andre Dubus II (* 11. August 1936 in Lake Charles, Louisiana; † 24. Februar 1999 in Haverhill, Massachusetts) (Aussprache (englisch): Dub-YOOSE) war ein US-amerikanischer Schriftsteller, der vor allem durch seine Kurzgeschichten bekannt wurde.

## Leben
Andre Dubus wuchs in einer Mittelklasse-Südstaatenfamilie in seinem Geburtsort Lake Charles auf. Er besuchte eine römisch-katholische Highschool und benannte seinen katholischen Glauben lebenslang als Quelle seines starken Mitgefühls für andere.
Dubus studierte Journalismus und Englisch und machte 1958 in Lafayette seinen Bachelor-Abschluss in Englisch. Anschließend ging er von 1958 bis 1963 für fünf Jahre zur Armee, wo er im Marine Corps den Rang eines Captains erreichte. Im Alter von 19 Jahren begann er mit dem Schreiben von Kurzgeschichten. Nach seinem Ausscheiden aus der Armee 1963 wurde er hauptberuflich zum Schriftsteller. In dieser Zeit studierte er im Iowa Writer’s Workshop und erhielt 1965 einen Master-Abschluss an der University of Iowa. 1966 nahm er einen Lehrauftrag am damaligen Bradford College in Massachusetts an, den er bis 1984 beibehielt.
1958 heiratete er in erster Ehe Patricia Lowe, mit der er in den kommenden fünf Jahren vier Kinder bekam. Darunter war auch sein Sohn, Andre Dubus III der selbst als Schriftsteller bekannt wurde. Dubus war gut mit dem Schriftsteller Elmore Leonard befreundet.
Im Jahr 1986 hielt Dubus außerhalb von Boston an der Straße an, um Motorradfahrern zu helfen, Bruder und Schwester, die bei einem Unfall verletzt worden waren. Dabei erfasste ihn ein Wagen, der den Bruder tötete und Dubus schwere Verletzungen an beiden Beinen zufügte. Die Schwester konnte gerettet werden, weil Dubus sie aus dem Weg stieß. Dubus’ linkes Bein musste über dem Knie amputiert werden, das andere blieb unbrauchbar, sodass er für den Rest seines Lebens auf einen Rollstuhl angewiesen war. Durch die schwere Zeit mit vielen Operationen bekam er Depressionen. Die Ehe mit seiner dritten Frau ging auseinander. Es dauerte mehrere Jahre, ehe er akzeptieren konnte, dass er kein – in seinen Worten – „Zweifüßler“ mehr war und ehe er wieder zu schreiben begann.
Nach seinem Unfall veranstalteten Kurt Vonnegut, John Updike und John Irving eine literarische Benefizveranstaltung, um Geld für seine Krankenhausrechnungen zu sammeln. Dubus nahm das Schreiben wieder auf, und in Dankbarkeit für die Hilfe seiner Kollegen hielt er kostenlose Workshops, um lokale Schriftsteller zu unterstützen.
Dubus starb 1999 an einem Herzanfall.

## Literarischer Schwerpunkt
Seit 1966 lebte er in Haverhill, Massachusetts, und viele seiner Bücher spielen im Merrimack Valley nördlich von Boston. Obwohl Dubus einen frühen Roman schrieb, The Lieutenant (1967), der bei Kritikern und Lesern hohes Ansehen genoss und er später einen weiteren Roman verfasste, Stimmen vom Mond (1984), der als Einzelbuch erschien, so sind doch seine wichtigsten Beiträge zur Literatur seine kürzeren Arbeiten. Durch seine ganze Karriere hindurch widmete er sich der Form der Kurzgeschichte. Neben Fiktion schrieb Dubus zwei angesehene Bücher mit autobiografischen Essays. Den Unfall, seine Folgen und weitere Schlüsselmomente seines Lebens verarbeitete er in seinem Werk Meditations from a Movable Chair (1998).

## Literarischer Stil
Als Ex-Marine, der zum Schriftsteller wurde, hatte er eine raue Schale mit einem weichen Kern, wofür seine Arbeit bekannt wurde. Seine Geschichten handeln oft von Schmerz, Tragödie, Gewalt, fehlerhaften Charakteren mit einem überraschenden Maße an Mitgefühl und Freundlichkeit. Sein katholischer Glaube tritt manchmal explizit in seiner Arbeit auf oder prägt sie indirekt durch Themen von Erlösung und Gnade. Seinen Schreibstil beschrieb er als „katholisch.“
Seine persönlichen Schicksalsschläge privater und gesundheitlicher Natur flossen in sein Werk ein. Seine Behinderung beeinflusste die Wandlung in seiner Arbeit als Autor. Im Nachhinein schrieb er 1996 dazu in einem Interview: „Mein körperlicher Zustand erhöhte meine Empathie und befreite mich von meiner Angst vor Behinderung und Unglück.“ Auf die Frage, ob er nach dem Unfall ein besserer Schriftsteller geworden sei, antwortete er: „Ich hoffe es. Das wäre ein Segen.“
Die Village Voice verglich seine Arbeit mit der von Anton Pawlowitsch Tschechow.

## Bibliographie
- The Lieutenant, Roman. Dell. 1967. (englisch)
- Separate Flights, Geschichten. David R. Godine Publisher. 1975. (englisch) ISBN 0-87923-122-X.
- Adultery and Other Choices, Novellen. 1977. (dt. Ehebruch und anderes). Rowohlt Verlag, Hamburg 1988, ISBN 3-498-01262-2.
- Finding a Girl in America, 10 Kurzgeschichten, 1 Novelle. David R. Godine Publisher. 1980. (englisch) ISBN 0-87923-311-7.
- The Times Are Never So Bad, 8 Kurzgeschichten, 1 Novelle. David R. Godine Publisher. 1983. (englisch) ISBN 0-87923-459-8.
- Voices from the Moon, Roman. David R. Godine Publisher. 1984. (dt. Stimmen vom Mond). Verlag Volk und Welt, Berlin 1988, ISBN 3-353-00364-9.
- The Last Worthless Evening, 4 Novellen, 2 Geschichten. David R. Godine Publisher. 1986. (englisch) ISBN 0-87923-642-6.
- Selected Stories, Geschichten. 1988. Neuauflage Vintage Books, 1995. (englisch) ISBN 0-679-76730-4.
- Broken Vessels, Essays. David R. Godine Publisher. 1991.
- Dancing After Hours, Kurzgeschichten. A.A. Knopf. 1996. (dt. Tanz zu später Stunde). Rowohlt Verlag, 2000, ISBN 3-498-01306-8.
- Meditations from a Moveable Chair, Essays. Knopf. 1998. (englisch) ISBN 0-679-43108-X.
- In the Bedroom, Kurzgeschichten. Vintage. 2002. (englisch) ISBN 978-1-4000-3077-4.

## Filme
Mehrere seiner Geschichten wurden in Filme umgesetzt:
- Independent Kurzfilm Delivering (1993)[16]
- Der Film In the Bedroom (2001) basiert auf der Geschichte The Killings. Der Film war ein Erfolg beim Sundance Film Festival und wurde für fünf Academy Awards nominiert.[17]
- Der Film Wir leben hier nicht mehr (engl. We Don’t Live Here Anymore) (2004)[18] basiert auf den Geschichten Wir leben hier nicht mehr und Adultery.[19]

- 1992 nahm Dubus am Dokumentarfilm „Literary Visions“ teil.[20]

## Auszeichnungen
- 1976 war er Stipendiat des Guggenheim-Stipendiums.[21][22]
- 1988 wurde sein Buch Selected Stories veröffentlicht, und er gewann den MacArthur Award.[13][23]
- 1988 Jean Stein Award von der American Academy of Arts and Letters[24]
- 1991 PEN/Malamud Award for Excellence in Short Fiction[25]
- 1992 wurde er mit seinem Werk „Broken Vessels“ Zweitplatzierter des Pulitzer-Preises[21][26]
- 1996 gewann er den mit 30.000 $ dotierten Rea Award for the Short Story.[13]
- 1997 kam sein Buch „Dancing After Hours“ in die finale Auswahl des National Book Critics Circle Award. Dadurch errang er eine größere Bekanntheit.[13]
- Er wurde in die Haverhill (Massachusetts) Citizens Hall of Fame aufgenommen.[27]